# Maxial
Maxial é uma povoação portuguesa do Município de Torres Vedras que foi sede da extinta Freguesia de Maxial, freguesia que tinha 29,24 km² de área e 2 633 habitantes (2016), e, por isso, uma densidade populacional de 90 hab/km².
A Freguesia de Maxial foi extinta (agregada) pela reorganização administrativa de 2012/2013, sendo o seu território integrado na União das Freguesias de Maxial e Monte Redondo.
A palavra Maxial deriva de Machial, um monte de arbustos adequados para a pastagem de gado caprino.
Com lugares desta freguesia, foi criada, em 1984, a freguesia de Outeiro da Cabeça (986 habitantes), atualmente extinta.

## História[4]
Alguns vestígios arqueológicos parecem conceder a esta freguesia uma origem pré-histórica. O castro do Cabeço do Jardo é a prova evidente do que se acaba de afirmar. Aí terão vivido as primeiras populações da freguesia. 
Com a chegada dos romanos, no séc. III a.C., esses povos foram obrigados a abandonar os seus castros, no sopé das montanhas, e a descer para os vales aluviais, mais férteis e produtivos. 
A herança deixada pelos romanos na região de Torres Vedras, como no resto do País, foi significativa. A romanização fez-se sentir primeiramente na instalação de novos povoamentos, mas também na técnica de construção das habitações, na abertura de estradas e de pontes, e, a nível do sistema económico e financeiro, a alteração profunda do regime fiscal e a introdução de novas técnicas agrícolas. 
Os principais vestígios da presença romana estão concentrados em S. Martinho, junto de Aldeia Grande. Ali apareceram há alguns anos objectos diversos e moedas daquele tempo, dos Imperadores Tibério e Nero. Tudo isso se encontra, hoje, no Museu Municipal de Torres Vedras.
Em termos eclesiásticos, foi um priorado da apresentação dos beneficiados da colegiada de S. Miguel de Torres Vedras. Os agricultores pagavam os dízimos de 142 moios de pão e de 27 moios de vinho. 
Em 1471, foi fundada nesta freguesia uma albergaria pelos moradores de Ermegeira João Gil Cuchifel e sua mulher, Catharina Annes. Foi dada a essa albergaria o nome de Hospital de Nossa Senhora da Piedade, que se tornou um dos mais célebres de toda a região torreense. Depois de estar activo durante quatrocentos anos, acabou por ser desactivado em 1860 e integrado na Santa Casa da Misericórdia de Torres Vedras. Dele resta hoje a sua ermida. 
Durante o reinado de D. Afonso VI, foi Maxial elevada à categoria de vila e de sede de concelho. É este o momento mais alto da história da freguesia. Que durou pouco, no entanto, pois em 1667 o concelho já estava extinto. Refere Madeira Torres em relação ao assunto: “Em consequência da graça concedida ao Secretário das Mercês – Gaspar Severim de Faria de um lugar até quarenta vizinhos para constituir-se, de que ele fosse Donatário e de haver sido por ele designado o lugar do Maxial este foi elevado a Vila por carta de 26 de Janeiro de 1662, como se vê no livro 6.º do Registo da Câmara. (...) Foi extinto por provisão de 8 de Janeiro de 1667, expedida por efeito de imediata resolução que se acha no livro 7.º do Registo da Câmara.” 

## Actividade Económica[4]
Desde tempos remotos que a principal actividade económica da maior parte das gentes da Freguesia, consistia na prática da agricultura de subsistência, sendo as culturas principais, a vinha, o trigo e o milho, seguindo-se a batata, o feijão, o grão e outros produtos hortícolas. Também existiam variadas árvores de fruto, figueiras, macieiras, pereiras, ameixeiras, com destaque para a oliveira cujas azeitonas eram "conduto" umas, e azeite outras, depois de esmagadas nos lagares (hoje extintos). A criação de pequenos rebanhos de cabras e ovelhas e ainda outros animais, como o boi, o porco, o cavalo, o macho, o burro, coelhos e galinhas contribuíam para a economia rural da freguesia, sendo utilizados na alimentação das pessoas uns, e nos transportes outros. 
No aspecto industrial, na Freguesia existiam dispersos pelo seu território, cerca de trinta moinhos de vento e cinco de água (azenhas) que transformavam o grão em farinha, cujos moleiros nos seus animais de carga transportavam os cereais ao moinho e depois a farinha à casa dos fregueses, após deduzida a "maquia" tributo do seu trabalho. Outras pequenas industrias, como a olaria, com seus artesãos oleiros, os ferreiros, que fabricavam e reparavam as ferramentas rurais (enxadas etc.) cutileiros, cesteiros, carpinteiros, tanoeiros e sapateiros, distribuídos pelos vários lugares, asseguravam as necessidades do povo rural. Com o rodar dos tempos estas condições alteram-se significativamente e embora a agricultura continue factor importante na economia da Freguesia, esta processa-se em moldes diferentes, com tendência acentuada para algumas culturas intensivas, em virtude do desenvolvimentos, da mecanização e do mercado existente. 
Algumas culturas ancestrais, como a do trigo e do milho quase desapareceram, sendo a maior parte das suas terras plantadas de eucaliptos e pinheiros, culturas presentemente mais rentáveis, constituindo matéria prima para a pasta do papel. 
Morta a cultura dos cereais, cessa a indústria da moagem, e os moinhos são agora marcos em ruína da história de um passado recente. 

## População
| População da freguesia de Maxial | População da freguesia de Maxial | População da freguesia de Maxial | População da freguesia de Maxial | População da freguesia de Maxial | População da freguesia de Maxial | População da freguesia de Maxial | População da freguesia de Maxial | População da freguesia de Maxial | População da freguesia de Maxial | População da freguesia de Maxial | População da freguesia de Maxial | População da freguesia de Maxial | População da freguesia de Maxial | População da freguesia de Maxial | População da freguesia de Maxial |
| -------------------------------- | -------------------------------- | -------------------------------- | -------------------------------- | -------------------------------- | -------------------------------- | -------------------------------- | -------------------------------- | -------------------------------- | -------------------------------- | -------------------------------- | -------------------------------- | -------------------------------- | -------------------------------- | -------------------------------- | -------------------------------- |
| 1864                             | 1878                             | 1890                             | 1900                             | 1911                             | 1920                             | 1930                             | 1940                             | 1950                             | 1960                             | 1970                             | 1981                             | 1991                             | 2001                             | 2011                             | 2016                             |
| 1 281                            | 1 575                            | 1 930                            | 2 184                            | 2 505                            | 2 660                            | 3 079                            | 3 642                            | 4 096                            | 4 216                            | 3 866                            | 3 876                            | 2 829                            | 2 962                            | 2 751                            | 2 633                            |

## Aldeias de Maxial
Da Freguesia de Maxial faziam parte as aldeias de: Loubagueira, Ermegeira, Ereira, Vila Seca, Casais de Santo António, Folgarosa, Sestearia, Casal Velho da Igreja, Aldeia Grande, Póvoa e Valentina, Eiras da Palma, Casais da Capela, Casal do Seixo, Casal Torres, Casal das Passadeiras, Casal Vale Moinho, Longa...

## Património
- Gruta artificial em Ermigeira (época calcolítica)
- Casa do Eremita
- Castro do Cabeço do Jardo
- Igreja Paroquial de Santa Susana
- Capela-mor da antiga Igreja de Santa Susana do Maxial
- Igreja de Loubagueira
- Capela de Santa Luzia
- Capela do Espírito Santo - Aldeia Grande
- Capela de S. Mateus
- Capela de Nossa Senhora de Fátima